# Papež Leon XII.
Papež Leon XII. (italijansko Leone XII; latinsko Leo XII), papež Lev XII.; rojen kot Annibale Francesco Clemente Melchiore Girolamo Nicola Sermattei della Genga), italijanski rimskokatoliški duhovnik, škof in kardinal, * 22. avgust 1760 Monticelli di Genga, † 10. februar 1829.
Papež in vladar Papeške države je bil med letoma 1823 in 1829.

## Življenjepis

### Družina
Hanibal se je rodil 1760 na gradu Castello della Genga na področju Fabriana v starodavni plemiški družini Genga. Kraj se sedaj imenuje preprosto Genga. Mestece se nahaja v pokrajini Anconi, ki je takrat spadala k Papeški državi. 
Njegova starša sta bila grof Ilario della Genga in Maria Luisa Periberti di Fabriano ter sta imela deset otrok, od katerih je bil Hanibal šesti; med sedmimi sinovi je bil peti; hčerke pa so bile tri. 
Njegov stric je bil Gabrijel della Genga, ki je bil v 19. stoletju edini kardinal-nečak, ki ga je kak papež povišal v škrlatništvo.

### Šolanje in duhovništvo
Melhior je kot trinajstletnik začel bogoslovje na Collegio Campana v Osimu, a 1778 nadaljeval na Collegio Piceno v Rimu, od koder je kmalu presedlal na Papeško akademijo cerkvenih plemičev . 
Leta 1782 je prejel subdiakonat, naslednje leto pa diakonat; 14. junija 1783 je prejel duhovniško posvečenje, za katero je moral dobiti spregled, saj je bil star šele 23 let; ta zadnja dva cerkvena reda mu je podelil kardinal Marcantonio Colonna. 
Za njegovo nadarjenost in pridnost je zvedel tudi papež, ki ga je imenoval za tajnega komornika (protonotarja).

### Cerkveno napredovanje
1. 4. junija 1783 je prejel duhovniško posvečenje.
2. 21. februarja 1794 je bil imenovan za naslovnega nadškofa Tira in 24. februarja istega leta je prejel škofovsko posvečenje.
3. 14. marca 1784 je bil imenovan za apostolskega nuncija v Nemčiji. S tega položaja je odstopil leta 1804.
4. 8. marca 1816 je bil imenovan za nadškofa (osebni naziv) škofije Senigallia, povzdignjen v kardinala in imenovan za kardinala-duhovnika v baziliki svete Marije v Trasteveru. S škofovskega položaja je odstopil 18. septembra istega leta.
5. 9. maja 1820 je postal prefekt Rimske kurije.
6. 28. septembra 1823 je bil v konklavu izvoljen za papeža
7. 5. oktobra 1823 je bil kronan in umeščen.

#### Nuncijinškof
Služil je kot nuncij v Švici in Nemčiji. 
Leta 1790 je bil Hanibal določen, da je imel v Sikstinski kapeli žalni govor. Njegova privlačen nastop in bistra osebnost sta žela priznanje vseh poslušalcev ter pritegnila pozornost in naklonjenost papeža Pija VI. Z izbranimi besedami in premišljeno razlago v spomin na pokojnega svetorimskega cesarja Jožefa II., ki je Cerkvi med svojim vladanjem prizadel veliko neugodnosti in s svojim samodržnim vmešavanjem v cerkvene zadeve napravil veliko škode, je svojo nehvaležno nalogo opravil na občudovanje vseh poslušalcev: saj mu je uspelo, da ni užalil občutljivosti Avstrije niti ogrozil ugleda Svetega sedeža. 
1794 ga je papež Pij VI. imenoval za kanonika pri Baziliki svetega Petra, in ga leta 1793 imenoval za naslovnega nadškofa Tira. Po imenovanju je prejel 1794 škofovsko posvečenje v Rimu in bil poslan v Luzern kot apostolski nuncij. 1794 je bil premeščen na apostolsko nunciaturo v Kölnu, vendar se je zaradi Napoleonovih vojn, ki so sprožile kot odgovor vojno prve koalicije, moral nastaniti v Augsburgu.
Za časa delovanja v Nemčiji mu je papež Pij VI. zaupal več častnih in težkih zadev, ki so ga povezale s kraljevskimi dvori v Dresdenu, na Dunaju, v Münchnu in v Württembergu, kakor tudi z Napoleonom. Njegovo zasebno življenje je bilo ves čas neoporečno, čeprav se ni mogel izogniti uličnim čenčam; glede denarnih zadev pa mu je bolj trda predla.

#### Grob si je pripravil že za življenja
Po Napoleonovem zatrtju Cerkvene države (1798) se je moral vrniti v Rim v izgnanstvo, kjer je bil priča sramotitvam, ki so jih svobodomiselni Francoski okupatorji zganjali nad Pijem VII.. Pretresen se je umaknil v opatijo Santa Maria in Monticelli, ki mu jo je dosmrtno podelil že papež Pij VI. Tu je preživljal svoj čas ob glasbi ter svoj kmečki zbor učil igranja orgel in petja.
V prepričanju, da bo to njegovo zadnje službeno mesto in da bo tukaj dokončal svoje zemeljsko življenje, je v opatijski cerkvi dal zgraditi grobnici za svojo mater in zase. 

#### Kardinal
Leta 1814 je bil Hanibal della Genga izbran, da prenese čestitke papeža Pija VII. francoskemu kralju Ludviku XVIII. ob obnovitvi Francoskega kraljestva.
8. marca 1816 ga je papež Pij VII. imenoval za kardinala duhovnika pri Sveti Mariji v Trasteveru; škrlatni klobuk je prejel 11. marca, svojo naslovno cerkev pa sprejel v posest 29. aprila 1816. Kasneje je bil imenovan za nadduhovnika pri Mariji Snežni ter za škofa v Senigalliji, čemur pa se je 1818 odpovedal iz zdravstvenih razlogov,, a da menda sploh ni vstopil v svojo škofijo. 
9. maja 1820 mu je papež Pij VII. podelil ugledno mesto kardinala namestnika za rimsko škofijo.

## Papež

### Izvolitev
Papež Pij VII. je umrl 20. avgusta 1823 po dolgem papeževanju, ki je trajalo več kot dve desetletji. Na konklavu 1823 je bil Hanibal della Genga kandidat stranke zelantov in kljub aktivnemu nasprotovanju Francije so ga kardinali 28. septembra 1823 izvolili za papeža, ki si je privzel ime Leon XII.
Izvolili so ga toliko rajši, ker so mislili, da bo kmalu umrl; vendar se mu je kritično zdravstveno stanje kmalu po izvolitvi nepričakovano popravilo. Kardinale je celo sam opozoril na svoje krhko zdravje rekoč, da bodo izvolili "mrtvaka - okostnjaka". Na konklavu je dvignil svoja oblačila, da bi kardinalom pokazal svoje otekle in razjedene noge, da bi jih odvrnil; toda zaradi tega so se za njegovo izvolitev še bolj vneli.
Pred začetkom konklava je Neapelj nakazal, da nasprotuje petim kandidatom na volitvah, med katerimi je bil tudi Hanibal. Medtem ko na prvem in drugem glasovanju ni prejel niti enega glasu, jih je na tretjem dobil sedem, na petem pa štiri. Že se je zdelo, da bo kardinal Severoli 21. septembra zmagal, saj je imel glasove tik pod potrebnim zneskom; vendar je prav takrat kardinal Albani vložil v imenu Avstrije proti Severoliju veto. Pozneje je pa kazalo, da Francija ne bo dovolila izvolitve Della Genga. Ko se je Severoli moral odpovedati svoji kandidaturi, je pregovoril zaradi vloženega veta besne zelante, naj takoj dajo svoj glas za Hanibala, ki bi ga mogel ogroziti francoski veto. Preden so oblasti ugotovile, kaj se dogaja, so ga 28. septembra zjutraj sporazumno izvolili: tako je prejel 34 glasov ter bil izvoljen za papeža tako hitro, da ni bilo več časa za kakršnokoli nasprotovanje.
Sprva papež-izbranec ni hotel sprejeti službe in jih je s solznimi očmi rotil, naj ne volijo mrliča. Pregovarjali so ga, češ da je to Božja volja in torej njegova dolžnost, da sprejme to službo. Zopet jih je spomnil na svoje slabo zdravje: »Izvolili ste mrliča,« je rekel; toda ko so le vztrajali, da mora sprejeti papeško breme v teh težkih časih, je končno popustil in oznanil svojo namero, da se bo imenoval Leon XII., čeprav so vsi pričakovali, da se bo imenoval po predhodniku Piju.
Leon XII. je bil ob izvolitvi star 63 let in je bil pogosto hudo bolan. Bil je visok ko žrd in suh ko trlica, asketskega videza in melanholičnega obraza, sicer pa privlačnih potez. 
V tem času je pasijonist Vincencij Strambi bil škof v škofiji Macerata-Tolentino; zaradi bolehnosti se je že večkrat za časa papeževanja Pija VII. hotel odpovedati škofovanju. Njegov naslednik Leon XII. je sicer res sprejel njegov odstop, vendar ga je povabil v Rim za svojega svetovalca. Papež je po izvolitvi oziroma kronanju nenadoma hudo zbolel - po mnenju zdravnikov na smrt; tedaj je  Strambi prosil Boga, naj vzame njegovo življenje namesto komaj izvoljenega papeža. Leon je na splošno presenečenje res ozdravel - Strambi pa je za kapjo v teku enega tedna umrl. 
Kardinal protodiakon Fabrizio Ruffo ga je 5. oktobra 1823 okronal za papeža. Sicer je Leon XII. že takrat bolehal, vendar se mu je bolezen takoj po kronanju, ki je bilo povezano s hudimi napori, hudo poslabšala in so se bali najhujšega; po nenadni ozdravitvi pa je pokazal presenetljivo marljivost in vzdržljivost pri opravljanju svojega zahtevnega dela; v svojem načinu življenja pa je bil izredno preprost, tako prej kot slej. 

### Cerkveno delovanje
1. Njegovo delovanje proti prostozidarjem. Opozarjal je na skrita, nevarna početja teh ljudi kot na hudo nevarnost, ki grozi tako prestolu kot oltarju, ter obnovil izobčenje nad člani te zlovešče družbe.
2. Njegovo delo za znanost in šolo. Collegium Romanum je predal nazaj jezuitom. Za različne vede, kot so fizika, kemija, govorništvo, je ustanovil ustrezne stolice. Bil je poseben pokrovitelj novih irskih in nemških visokih papeških zavodov. Iz Seznama prepovedanih knjig je izbrisal Galilejeva dela.
3. Gradnja veličastne bazilike svetega Pavla. Ta najbolje ohranjena starokščanska bazilika je pogorela pod Pijem VII. oziroma med njegovo agonijo, ko ni bil več zmožen ukrepati. Potem, ko je sam dal velike vsote za dragoceno novogradnjo, je k prispevku pozval tudi druge. Prispevali so kralji in cesarji, na primer francoski in avstrijski. Tako je nastala ta čudovito lepa cerkev, ki jo občudujemo še danes.
4. Skrb za papeško državo. Zmanjšal je davke in dajatve, uredil carine, preuredil hipotekarske predpise, pogosto sam in nepričakovano obiskoval samostane, nasprotoval beračenju delomrznežev, zatiral roparje in uvedel strog nadzor nad javno moralo; med drugim je prepovedal tudi pustne norčije zlasti zato, ker je bilo navadno z njimi povezano pijančevanje, ki ga je poleg beračenja delomrznežev najhuje sovražil in dosledno preganjal.[21]

### Sveto leto1825
Papež Leon XII. je kljub pomislekom nekaterih kardinalov in hudemu nasprotovanju skoraj vseh takratnih vladarjev slovesno razglasil, odprl in obhajal jubilejno sveto leto 1825, ko je v Rim poromalo veliko vernikov, da bi sodelovali pri slovesnostih in zadobili odpustke. Sveto leto za večno mesto je napovedal z okrožnico Quod hoc ineunte z dne 24. maja 1825. 25. decembra 1825 je z okrožnico Charitate Christi razširil jubilej na vesoljno Cerkev.. Z bulo Exultabat spiritus pa je končno istočasno izrazil veselje nad množičnimi romanji med svetim letom ter podaljšal odpustke po vesoljnem svetu še za pol leta.
Področje, na katerem se je papež Leon osebno izkazal, pa je bila javna dobrodelnost, kot je nakazal v »motupropriju« z dne 16. decembra 1826, ko je ustanovil skupnost za razdeljevanje pomoči revnemu prebivalstvu ter za odpravo beračenja in potepuštva.
Papež namreč ni le drugim priporočal vsakovrstne dobrodelnosti, ampak je osebno dajal zgled ljubezni do bližnjega že pred izvolitvijo za papeža; potem pa je isto nadaljeval tudi kot papež, zlasti med svetoletnim jubilejem 1825, kot odkrivajo sodobne ilustracije. Za romarje so takrat skrbele nekatere v ta namen ustanovljene bratovščine, najsi bo glede hrane, prenočišča, zdravljenja ali pa duhovne oskrbe. Pri svojem prihodu niso le romarji poljubljali papeževih nog, ampak jim je umival in poljubljal noge tudi sam papež, ki je osebno sprejemal in tudi stregel nekaterim romarskim skupinam; tako na primer prišlecem z Bližnjega vzhoda in drugim izrednim romarjem. 
Podobno so delale tudi nekatere odlične romarice, med njimi tudi kronane glave kot Maria Teresa d'Este, vdova po neapeljskem kralju Viktorju Emanuelu I., ki sta ji v tem pomagali hčerki Maria Carolina Pia – bodoča avstrijska cesarica in Maria Cristina, bodoča neapeljska kraljica. Poleg njih sta v izkazovanju gostoljubja romarjem tekmovali skupaj s španskim kraljevičem Karlom Ludvikom njegova žena Maria Teresa di Savoia ter njegova sestra Luigia Carlotta.
Tako lahko beremo v dnevniku takratnega znanega prevratniško usmerjenega politika, književnika in umetnika Massima d’Azeglia, ki je delj časa preživel tudi v Večnem mestu – a ga je prav zaradi bolj razsvetljenskega pogleda na svet kot posvetno naravnan mladenič ravno v času jubileja zapustil; zanimivo je vsekakor njegovo pričevanje o resnih in strogih zahtevah, s katerimi je hotel vse sloje papež tako rekoč prisiliti k spoštovanju pobožnosti in obredov, ki so se v drug za drugim odvijali v skladu z izročenim svetoletnimi slovesnostmi - s čimer je zlasti pri nekaterih mladih, okuženih s svobodomiselnostjo Francoske revolucije, dosegel prav nasproten učinek. 
| Italijanski izvirnik | Slovenski prevod |
| --- | --- |
| «Uno dei primi pensieri di Papa Leone era stato di pubblicare il gran Giubileo universale per l'anno ‘25; la qual cosa significavac Roma trasformata per dodici mesi in un grande stabilimento d'esercizi spirituali. Non teatri, non feste, non balli, non ricevimenti, neppure in piazza i burattini; ed invece prediche, missioni, processioni, funzioni, ecc.» | »Ena prvih zamisli papeža Leva je bila objava vesoljnega velikega jubileja za leto 1825; Rim se je za dvanajst mesecev spremenil v odlično ustanovo za duhovne vaje. Nobenih gledališč, nobenih zabav, nobenih plesov, nobenih sprejemov, niti predstav na trgu ne; in namesto tega pridige, misijoni, procesije, obredi itd.« |

To sveto leto pa je ostalo v spominu zlasti Rimljanom, ki so bili priče navala romarjev, kakor tudi izrazom velike gostoljubnosti in krščanske ljubezni. Dvakrat rimski - doslej skoraj pozabljeni pesnik Belli - ki ga sedanji rod takorekoč na novo odkriva in se vrstijo drug za drugim prevodi v angleščino, italijanščino (saj je takratna rimščina skoraj nerazumljiva celo današnjim Rimljanom) in druge sodobne jezike njegovih v rimskem narečju zapisanih pesmi - se je tega jubileja spominjal še čez leta. Naj nas ne preseneti prostaški jezik, ki ga uporablja - posnemajoč rimsko sodrgo - v mnogih svojih narečnih pesmih, tudi v tej. Če bomo prebrali to pesem - ki je sicer ena od pobožnejših, bomo dojeli, zakaj za življenja ta ugledni pesnik, pisatelj in politik, teh svojih pesmi ni objavil. Prav zaradi krepkih izrazov, ki "bogatijo" večino njegovih narečnih pesnitev, jih ni hotel objaviti za življenja; ob smrtni uri pa je dal naročilo, naj jih vse sežgejo. Če torej kake opolzke ali neotesane izraze in nekatere danes nesprejemljive misli odmislimo, (druge njegove pesnitve so z njimi veliko bolj "oplemenitene"!) lahko izluščimo pozitivno misel in nauk; tako tudi v tej svetoletni pesmi: kaj sveto leto prinaša kristjanom, ki ga iskreno sprejmejo.
| Giuseppe Gioachino Belli: L’anno-santo (izvirnik v rimščini) | Giuseppe Gioachino Belli: L’année-sainte (francoski prevod) | Jožef Joahim Belli: Sveto leto (slovenski prevod, Stebunik) |
| --- | --- | --- |
| Arfine, grazziaddio, semo arrivati All’anno-santo! Alegramente, Meo: Er Papa ha spubbricato er giubbileo Pe ttutti li cristiani bbattezzati. Bbeato in tutto st’anno chi ha ppeccati, Ché a la cusscenza nun je resta un gneo! Bbasta nun èsse ggiacobbino o ebbreo, O antra razza de cani arinegati. Se leva ar purgatorio er catenaccio; e a l’inferno, peccristo, pe cquest’anno, Pòi fà, ppòi dí, nun ce se va un cazzaccio. Tu vva’ a le sette-cchiese sorfeggianno, Méttete in testa un po’ de scenneraccio, E ttienghi er paradiso ar tu’ commanno. Terni, 7 novembre 1832 | Enfin, dieu merci, nous v’là arrivés à l’année-sainte ! Réjouis-toi, Bastien : le Pape a publié le Jubilé pour tous les baptisés et bons chrétiens. Bienheureux cette année ç’ui qu’a péché, car il n’a plus un poil sur la conscience ! Suffit qu’il soit pas juif ou jacobin, ni un chien renégat d’la même engeance. On enlèv’ le verrou au purgatoche ; et en enfer, d’dedieu, pour cette année, tu peux fair’ tu peux dire, on n’y va nib. Rends-toi aux sept églis’s en marmonnant, mets-toi sur les cheveux un peu de cendres, et pour le paradis, c’est dans la poche. (7 novembre 1832) | Hvala Bogu, da smo končno prispeli Veselo, Jernej, do svetega leta: Papež je razglasil jubilej Za vse krščene kristjane. Blagor v celem tem letu tistemu, ki ima grehe, Ker se bo njegova vest sedaj obnovila! Dovolj, da ni bil Jakobinec ali Žid, Ali kaka druga pasma odpadlih psov. Če vzleti v vice, se odpre zapah; in v pekel, po Kristusu, vsaj za letos, Potem ne govori in ne delaj več takega sranja. Pojdi v sedem za to določenih cerkva, Posuj si na glavo malo pepela, In bodi prepričan, da so nebesa tvoja. Terni, 7. november 1832 |

Pri uspešnem poteku svetega leta se je zlasti izkazal vsestranski mojster  Giuseppe Valadier. On ni bil le nadzornik Apostolske palače, načrtni urejevalec trga Piazza del Popolo in Pincio, ampak tudi prireditelj izvirnih ognjemenih prizorov, ki so rimsko ljudstvo in goste-romarje očarali in navdajali z navdušenjem: 
| Vincenzo Monti: Spettacoli pirotecnici (italijanski izvirnik) | Vincenzo Monti (1754-1828): Ognjenometni prizori (slovenski prevod) |
| --- | --- |
| Per lui del ponto immemore mirabil cosa! in alto va la materia, e insolito porta alle nubi assalto. Fosco di la profondasi il suol fulgente ai lumi e come larve appaiono cittá, foreste i fiumi | Zanj se dviga iz neznane točke čudovita stvar! gor gre zadeva, in nenavadno vodi kvišku do oblakov. Tema se spodaj poglablja, zasije zemlja v luči in kakor ličinke izgledajo mesta, gozdovi in reke. |

### Posvetno delovanje

#### Zatrtjerazbojništva
Med Napoleonovimi vojnami se je pred služenjem dolgoletne vojaščine umaknilo v gozdove ali druga skrivališča veliko mladeničev, a od vojakov je pred smrtno nevarnostjo bojevanja pobegnilo precej starejših in izkušenih vojakov, ki so ustvarili tako imenovani zeleni kader. Podobno tako gibanje je nastalo pri koncu Prve svetovne vojne ob razpadu Avstro-Ogrske,  kakor tudi po razpadu Stare Jugoslavije. Posledično so se v podobnih okoliščinah po Napoleonovih porazih oblikovale razbojniške tolpe, ki so ogrožale varnost prebivalstva in oblastnikov na Apeninskem polotoku, pa tudi v Papeški državi. 
V skladu s svojim načrtom obnove krščanskega življenja je Lev XII. kljub nasprotnemu mnenju nekaterih kardinalov in hudim pritiskom evropskih velesil napovedal in razglasil sveto leto. Nasprotniki jubileja so se predvsem bali, da bi se med res pobožne romarje lahko pomešali tudi manj pobožni ali celo brezverni razbojniki in prekucuhi.
Za zagotovitev varnosti je papeška vlada 1824 in 1825 objavila celo vrsto predpisov glede nadzora nad prišleki, nad zborovanji, kakor tudi strogih ukrepov glede nravnosti in založništva.
Od 365.000 romarjev jih je prišlo največ iz Papeške države in Neapeljskega kraljestva. Na vstopnih krajih je bil postavljen strog nadzor, ki je uspešno preprečeval, da bi se med »veri devoti« (resnične pobožneže) ne vrinil kak «il Malintenzionato e proclive al delitto» (zlonamernež in nagnjen k prestopkom).  S temi pregledi so zavarovali mestno življenja, saj so na ta način reševali mejne prehode med Kraljevino obeh Sicilij in Papeško državo; obstaja obsežno dopisovanje glede tega med državnim tajnikom kardinalom Somagliom in neapeljskimi oblastmi.
Temu papežu je uspelo nemogoče: najprej s hudo strogimi ukrepi in drakonskimi kaznimi, nato pa v duhu svetega leta prek pridig in kesanja, pa tudi z odpuščanjem smrtne kazni in pomilostitvijo, spraviti v ječo razbojniško tolpo in njenega voditelja z imenom Gasperone oziroma Gasbarrone.
Največji uspeh svetega leta je bilo torej zatrtje razbojništva v Papeški državi; najprej je veljal izredno strog pregon razbojnikov; ob svetem letu pa je bila razglašena sporazumna pomilostitev; v postopku torej niso krivcev spraševali o njihovih početjih, ampak le o tem, na kak način so se pridružili razbojniškim tolpam. To je pomenilo konec razbojništva v Papeški državi. Največjo zaslugo so imeli pri tem ravno duhovniki in redovniki, ki so pridigali prek poudarjanje Božjega usmiljenja možnost pomilostitve in pridobitev odpustkov ter pozivali na svetoletno odpuščanje in spravo.
Na njegovo glavo so bile razpisane najvišje nagrade, toda razbojnik se je na vse požvižgal in izsiljeval odkupnine: šest tisoč škudov za brate Monte Maschio; pet tisoč za župnika v Casamassimi; pet tisoč za avstrijskega polkovnika Cotenoferja; dvanajst tisoč za brate Monte Duchessa; šestdeset tisoč za žandarje, ki so spremljali kardinala Lante della Rovere. Kardinal Consalvi je ukazal, da ga morajo žandarji na vsak način ujeti – vendar je 25. januarja 1825 zopet pobegnil iz grmičevja Cisterna ter pustil v rokah žandarjev samo svoje zlato-srebrno bodalo.
Zdaj se je pa nenadoma v duhu svetega leta sam razglasil za spreobrnjenca skupaj z vsemi svojimi privrženci, ter se na vrhu gore Surmino predal papeževemu predstavniku. 
Zatrtje razbojništva lahko štejemo za največji podvig Leva XII.. Motili bi se, če bi mislili, da je Annibale Della Genga, papež Leon, lahko računal na podporo Svete zveze, nastale kot odporniško gibanje zoper nore Napoleonove pohode in zoper širjenje prevratniških idej Francoske revolucije. Sveta zveza namreč ni imela ničesar od "svetega", saj je tudi sama bila - podobno kot prostozidarji - naslednica podobnih tajnih družb oziroma gibanj: razsvetljenstva ter njegovega avstrijskega odtenka jožefinizma - skratka liberalne protikatoliške usmeritve.
Nadžupniku Pietru Pellegriniju, vikarju v Sezzeju, razbojnik Gasbarrone do konca življenja ni odpustil, da ga je izročil papeškim žandarjem; podobno mu trdega nastopa zoper prostozidarstvo in karbonarstvo nikoli niso odpustili italijanski levičarski nacionalisti, ki so o papežu Leonu XII. skupaj s katoliškimi liberalci ustvarili "črno legendo": ne priznavajoč mu nič dobrega, zmanjšujoč število svetoletnih romarjev; obtožujoč ga nastopanja zoper cepljenje proti črnim kozam; da je pa podvrgel učni načrt papeških univerz pod osrednji nadzor, ostro nastopal zoper svobodmiselne tokove ter omejeval svobodo tiska, obenem pa med svetim letom prepovedal vse zabave in skrupulozno zahteval v javnosti spodobno oblačenje, pa niti ni izmišljotina.

#### Cepljenje proti črnim kozam
Konec 18. stoletja so zdravniki odkrili možnost, da prek cepljenja napravijo ljudi odporne zoper kugo, črno smrt, pa tudi zoper črne koze, ki so skozi stoletja terjale ogromno število žrtev; v skoraj pravilnih časovnih razmakih je ta vseokužba pomorila od četrtine do treh četrtin evropskega prebivalstva v posameznih deželah, ki jih je prizadela. Že od začetka tega postopka pa se je pojavilo vprašanje, ali je tak poseg v človeško organizem in potek bolezni v skladu z Božjim načrtom, ali je torej nravno dopusten, kakor tudi, ali je sploh uspešen. Našlo se je oporečnikov tako glede enega in drugega.  
V klasičnih moralno-teoloških delih priznanih avtorjev, kot so Göpfert (1849-1913), Prümmer (1866-1931)  ali Noldin (1838-1922) , kot tudi v katekizmih in teoloških enciklopedijah, cepljenje (=vaccinatio) pravzaprav niti ni omenjeno. Prav tako ga ne omenja niti najnovejši uradni Katekizem iz leta 1993.
Čemu torej te osnovne listine ne omenjajo cepljenja? Ker ne spada med redna in nujna sredstva za ohranitev zdravja, kot so hrana, higijena, primerno delo, zadostno gibanje in podobno, ampak "le" med priporočena sredstva, ki pa v času vseokužbe oziroma pandemije postanejo lahko nravno nujna in obvezna: za zaščito lastnega, pa tudi zdravja bližnjega, ki ga obravnavajo katekizmi in moralne teologije v okviru 5. Božje zapovedi: "Ne ubijaj!" - torej skrbi tudi za zdravje!  
Uspešno cepljenje (proti črnim kozam) obstaja že od konca 18. stoletja. Zdravnik Jenner (1749-1823) je prvo uspešno cepljenje opravil 1796.
V Nemškem cesarstvu je bilo cepljenje obvezno že v 19. stoletju. Zastoj je nastal po »Libeškem smrtnem plesu«, ko je 1930 umrlo za jetiko 77 dojenčkov zaradi vakcinacije; ni pa bila napaka v vakcini, ampak v njeni pripravi. Zaradi nepravilne priprave (mrtvo kulturo so vzgajali skupaj z živo), nestrokovnosti medicinskega osebja ter zaradi odsotnosti zdravniškega nadzora je prišlo do cepljenja z okuženo vakcino. Obsodbe izrečene po sodnem procesu »Calmette« (»Calmette-Prozess) leta 1932 so zaustavile cepljenje dojenčkov proti TBC vse do iznajdbe uspešnega zdravila-antibiotika streptomicina po Drugi svetovni vojni.
Vakcinacijo proti črnim kozam je zapovedal v Papeški državi Pij VII.. Istočasno - nekje od 1801 dalje so jo opravljali tudi pri nas po slovenskih deželah: za Goriško in okolico je poskrbel Muznik, ki je sledil zgledu na Kranjskem (v Ljubljani) delujočega Kerna, osebnega kirurga cesarja Franca, a njima so sledili še mnogi drugi zdravniki. Važno vlogo pri osveščanju o pomembnosti cepljenja pa je imel na Štajerskem in Koroškem tudi prvi mariborski škof Slomšek.
Različni pisci pripisujejo Leonu XII. prepoved cepljenja proti črnim kozam. Tako na primer piše Benedetto Croce, da se je "papež, ki je prav tako odpravil zakonike in sodišča, ki so jih ustanovili Francozi, želel vrniti k ureditvi iz starega časa in je Jude znova zaprl v geto ter jih prisilil, da so prisostvovali prakticiranju vere, ki ni bila njihova, in celo prepovedal cepljenje proti črnim kozam, ki je zmešalo sok živali s sokom ljudi: nepotreben trud, saj je pozneje papež bolj ali manj popustil potrebam časa".
Nasprotniki papeštva še danes trdijo, da je to isto vakcinacijo, ki jo je Pij VII. zaukazal kot obvezno, njegov naslednik, Leon XII., prepovedal. S to izmišljotino hočejo vnesti razdor v papeštvo, češ: Pij VII. je uvedel obvezno cepljenje proti črnim kozam, njegov naslednik Lev XII. pa ga je prepovedal, kar naj bi govorilo zoper papeško nezmotljivosti; kar pa pravzaprav ne drži: saj tukaj ne gre za cerkveni nauk o veri in nravnosti, ampak o čisto in strogo zdravstveno-znanstveni zadevi. Iz dostopinih listin pa je razvidno, da je sicer med njima bila res razlika: Pij je cepljenje sicer zapovedal, vendar ga Leon ni prepovedal, ampak ga je zaradi hudega odpora proti obveznemu cepljenju prepustil svobodni odločitvi staršev s priporočilom, naj se mu vendarle podvržejo kot Božjemu daru človeštvu; zdravnike pa je zadolžil, naj ga opravljajo zastonj, da ga bodo lahko deležni tudi najrevnejši sloji.

## Dela
- »Documenta Catholica Omnia« (v latinščini). Cooperatorum Veritatis Societas. Pridobljeno 6. decembra 2011.

### Okrožnice
Papež Leon XII. je objavil med svojim vladanjem več okrožnic zlasti v zvezi s tajnimi prevratniškimi prostozidarskimi družbami, glede na potek Svetega leta 1825 kakor tudi zoper širjenje raznih ločin prek delitve neodobrenih izvodov svetega pisma; obenem pa je preuredil škofije na Škotskem, v Dalmaciji in drugod.
| Št. | Naslov (latinsko)     | Vsebina | Datum              | Besedilo |
| --- | --------------------- | --- | ------------------ | -------- |
| 1.  | Ubi primum            | Okrožnica - Dolžnosti papeža in škofov                                                                           | 5. maj 1824        |          |
| 2.  | Quod Hoc Ineunte      | Okrožnica - Razglasitev vesoljnega jubileja za Rim                                                               | 24. maj 1824       |          |
| 3.  | Quod divina sapientia | Apostolska konstitucija - Preureja papeško visokošolstvo                                                         | 28. avgust 1824    |          |
| 4.  | Etsi iam diu          | Breve - Zoper sovraštvo, ki ga gojijo do katoličanov ločine in liberalci                                         | 24. september 1824 |          |
| 5.  | Ad Plurimas           | Okrožnica - Prošnja za pomoč pri obnovi pogorele Bazilike sv. Pavla                                              | 25. januar 1825    |          |
| 6.  | Quo Graviora          | Bula - Zoper prostozidarske in karbonarske prekucuške družbe                                                     | 13. marec 1825     | [ 55 ]   |
| 7.  | Charitate Christi     | Okrožnica - Razširitev jubileja na vesoljno Cerkev                                                               | 25. december 1825  |          |
| 8.  | Exultabat spiritus    | Bula – Veselje nad množičnimi romanji med svetim letom ter podaljšuje odpustke po vesoljnem svetu še za pol leta | 25. december 1825  | [ 56 ]   |
| 9.  | Qui pacem             | Homilija - Pravi mir je v spravi z Bogom, bližnjim in samim seboj                                                | 26. marec 1826     | [ 57 ]   |
| 10. | Quanta laetitia       | Nova cerkvena ureditev na Škotskem                                                                               | 13. februar 1827   | [ 58 ]   |
| 11. | Locum beati Petri     | Preureditev in odprava nekaterih dalmatinskih škofij ter ponižanje nadškofije v Dubrovniku v škofijo             | 30. junij 1828     | [ 59 ]   |
| 12. | Quando Spirato        | Hirograf glede uredovanja papeške pisarne (Stamperia, Calcografia, e Cartiera Camerale di San Sisto)             | 6. januar 1829     | [ 60 ]   |

## Smrt in spomin

### Bolezen in smrt
Leon XII. je bil krhkega zdravja že od časa papeške izvolitve; to je bil tudi glavni razlog, zakaj se je tako branil sprejeti breme, ki ga nosi papeška služba s seboj. Živel pa je vendarle še 6 let po izvolitvi; znano je bilo, da je potrpežljivo prenašal bolečine. 
Čeprav se praksa obdukcije na papeževem truplu izvaja že od 16. stoletja, se poročila o obdukciji le redko analizirajo in nikoli z namenom, da bi raziskali resnične vzroke smrti s sočasnega medicinskega in zgodovinskega vidika. Tu prvič poročamo o odkritju novih neobjavljenih dokumentov iz Vatikanskih tajnih arhivov in njihovem raziskovanju z znanstvenim in interdisciplinarnim pristopom. Ta analiza nam omogoča nove sklepe o pravem vzroku skrivnostne smrti Leona XII. V javnosti je še posebej odmevala njegova nenadna smrt, ki je nastopila 10. februarja 1829 po kratki bolezni. 
Sumi o zastrupitvi ali neizkušenosti kirurga in celo senca spolne bolezni so prispevali k ustvarjanju »črne legende« o njegovem pontifikatu nasploh in še posebej o smrti. Nasprotno temu pa pričujoča paleopatografska analiza kaže na nov zaključek: redna uporaba kateterizacije s srebrno brizgo je omogočila enostaven dostop do bakterijske superinfekcije, kar potrjuje opažena zgodnja emfizematozna faza trupla. Torej, najbolj utemeljena hipoteza o vzroku smrti Leona XII kaže na hudo obliko sepse, ki jo je še poslabšalo oslabljeno stanje zaradi kroničnih hemoroidov. 

### Spomin

#### ’’Canis et coluber’’
Malahijeva prerokba pravi o Leonu XII., da je Pes in gad (latinsko Canis et coluber; angleško Dog and adder).
To reklo naj bi bilo primerno za papeža Leona XII., ker je bil čuječ kot pes in modro previden kot kača.

### Pesnik Belli

#### Ljudska hvala-graja
V rimščini pišoči narečni rimski pesnik Belli se je papeža Leva XII. spomnil s pesmijo, ki bi jo lahko videli uresničeno pri marsikaterem papežu ali tudi pri svetnem vladarju: nasprotje med naklonjenostjo, klečeplazenjem in prilizovanjem ljudskega javnega mnenja za življenja in opravljanjem, sovraštvom ali celo preklinjanjem po smrti. Pesem pa se glasi takole:
| Giuseppe Gioachino Belli: Papa Leone (rimščina) | Giuseppe Gioachino Belli: Papa Leone (italijanski prevod) | Jožef Joahim Belli: Papež Lev (slovenski prevod) |
| --- | --- | --- |
| Prima che Ppapa Ggenga annassi sotto a ddiventà cquattr’ossa de presciutto, se sentiva aripète da pertutto ch’era mejjo pe nnoi che un ternallotto. Cquer che fasceva lui ggnente era bbrutto, cuer che ddisceva lui tutto era dotto: e ’gni nimmico suo era un frabbutto, un giacubbino, un ladro, un galeotto. Ma appena che ccrepò, tutt’in un tratto addiventò cquer Papa bbenedetto un zomaro, un vorpone, un cazzomatto. E accusí jj’è ssuccesso ar poveretto, come li sorci cuann’è mmorto er gatto je fanno su la panza un minuetto. Roma, 25 novembre 1832 | Prima che papa Genga andasse sotto terra1 per diventare quattro ossa di prosciutto, si sentiva ripetere dappertutto che era per noi meglio d’un terno al lotto. Nulla di quello che faceva lui era cattivo; tutto quello che diceva era dotto, ogni suo nemico era un farabutto, un giacobino, un ladro, un galeotto. Ma non appena morì, all'improvviso quel Papa benedetto diventò un asino, un volpone, uno scimunito. E al poveretto è successo proprio quello che succede quando muore un gatto: i topi sulla sua pancia ballano il minuetto. Roma, 25 novembre 1832 | Preden je papež Genga odšel pod rušo, da postane štiri pršutove kosti, ponavljalo se je povsod da je bil za nas boljši kot glavni zadetek na tomboli. Nič, kar je naredil, ni bilo slabo; vse, kar je povedal, je bilo modro, vsak njegov sovražnik je bil podlež, jakobinec, tat, kaznjenec. Toda takoj, ko je umrl, nenadoma taisti blaženi papež je postal osel, lisica, bedak. In z revčkom se je zgodilo prav isto, kar se zgodi, ko je mačka mrtva: miške na njenem trebuhu plešejo kolo. Rim, 25. november 1832 |

Omenjeni rimski pesnik Belli mu je napisal tudi pohvalni sonet Er linnesto v zvezi s cepljenjem, kjer pesnik pravzaprav porogljivo pravi, da je dal Bog oziroma narava glede zdravja ali bolezni in iz nje izhajajoče smrti svobodno odločitev v roke ljudem, ki jim je s tem omogočil, da pridejo v nebesa takrat, kadar je to določil in ne pozneje, če namreč uporabijo cepljenje za odlašanje umiranja. Zveličanje jim pa naj bi preprečilo ravno cepljenje, ki je po njihovem primitivnem mnenju proti Božji volji. Od tukaj verjetno izhaja napačno mnenje, da je ta papež bil proticepilec, ki je prepovedal cepljenje v nasprotju s svojim predhodnikom. 
Ta isti Belli, ki je napisal več tisoč sonetov - dvakrat več torej ko Petrarca, je napisal tudi sonet v rimskem narečju ob svetem letu 1825. S satiričnim sonetom Papež Leon se je spomnil papeža tudi ob njegovi smrti. Tam lepo razvija misel, kako so tega papeža za življenja hvalili, češ da je vse napravil dobro; ko je pa umrl, pa so ga začeli zmerjati z najgršimi pridevki: ko miši, ki razposajeno plešejo po mrtvi mački.
Belli je torej napisal med več tisoči sonetov tudi pesem v pohvalo papežu Leonu XII. Er linnesto, ker je odpravil obvezno cepljenje, katerega je uvedel njegov predhodnik Pij. Poznavalci pravijo, da se tukaj pravzaprav norčuje iz tistih, ki zavračajo cepljenje proti smrtonosnim črnim kozam pod pretvezo, da bi s cepljenjem svoje otroke oropali možnosti, da pridejo v nebesa; čeprav bi jih cepljenje obvarovalo pred prezgodnjim odhodom na pokopališče - torej pred zgodnjo smrtjo - saj je do tedaj - do iznajdbe cepljenja - črna smrt kosila neusmiljeno po Evropi in drugod po svetu. Zato pesnik posmehljivo pravi, da ne bi bilo prav, če bi se ji ustavljali (z uporabo cepiva), saj so zaostale množice - med njimi tudi nekateri manj izobraženi duhovniki - gledale z praznovernimm nezaupanjem na to "novotarijo"; - podobno kot še danes nekateri "razsvetljeni" ponekod gledajo z nezaupanjem na cepljenje nasploh, zlasti pa na cepljenje proti koroni ali tudi ošpicam - zelo podobna miselnost. 
| Giuseppe Gioachino Belli: Er linnesto (rimščina) | Giuseppe Gioachino Belli: L'inoculazione (italijanski prevod) | Jožef Joahim Belli: Cepljenje (slovenski prevod) |
| --- | --- | --- |
| Sia bbenedetto li Papa Leoni, e ssin che cce ne sò, Ddio li conzoli; c’ha llibberato li nostri fijjoli da st’innoccolerie de vormijjoni. Vedi che bell’idee da framasoni d’attaccajje pe fforza li vaglioli pe ffajje arisvejjà ll’infantijjoli e stroppiàcceli poi, come scroppioni! Iddio scià mmessa la Madre Natura su st’affari, coll’obbrigo prisciso de mannà cchi jje pare in zepportura. Guarda mó, ccazzo!, pe ssarvajje er viso da du’ tarme, se leva a una cratura la sorte d’arrobbasse er paradiso. 21 aprile 1834 | Sia benedetto papa Leone, e fin che ce n’è Dio li consoli: ha liberato i nostri figli da queste inoculazioni dei virus. Vedi che bell'idea da massoni, attaccargli per forza il vaiolo per far loro risvegliare le convulsioni e storpiarceli poi come scorpioni! Dio ha affidato a Madre Natura queste cose, con l’obbligo preciso di mandare chi vuole al cimitero. E guarda oggi, invece! Per salvargli il viso da due cicatrici si toglie a una creatura la fortuna di guadagnarsi il Paradiso. 21 aprile 1834 | Bodi blagoslovljen, papež Lev, naj ga Bog vedno tolaži: osvobodil je namreč naše sinove od tega cepljenja proti virusu. Poglej, kako lepa je ta prostozidarska zamisel: Na silo jih napadejo s črnimi kozami, da bi jim povzročili notranje krče in jih potem pohabili kot škorpijoni! Bog pa je zaupal materi naravi te zadeve z natančno dolžnostjo, da pošlje na pokopališče kogar pač hoče. Nasprotno pa danes poglej! Da bi jim rešili življenje, Napravijo ustvarjencem dve zarezi, a s tem jih oropajo možnosti, da bi sploh prišli v nebesa. Napisano 21. aprila 1834 |

### Ocena

#### Nedovoljena zveza
Glede na zunanji videz je Leon XII. verjetno eden najlepših moških med vsemi nosilci tiare. Odlikovala ga je tudi izredna nadarjenost in bogate, praktične izkušnje in prijetno tekoča govorica; prav zaradi takih lastnosti je bil primeren za diplomatsko službo, saj je kaj lahko sklepal prijateljstva z ljudmi na najvišjih položajih, z različnimi, tudi ženskimi osebami, prek katerih je najlažje našel stik do njihovih mož in je včasih to postalo že kar sumljivo in povod za razne čenče in obrekovanja.
Šušljalo se je, da je med služenjem v Nemčiji zaplodil tri nezakonske otroke.
Govorilo se je tudi, da je v Rimu imel zvezo z ženo švicarskega gardista Pfifferja. Šušljanje je prišlo na uho tudi papežu Piju VI., ki se je srečal s prelatom, da bi ugotovil, kaj je na stvari. Hanibal je zavrnil vse govorice o resni zvezi s kako žensko in o otrocih; Della Genga pa ni zanikal, ampak je prostodušno potrdil, da se je on – ki je veljal za pravega lepotca - s tisto damo rad videval prej ko slej.
Razume se, da je klepetavi in privoščljivi, včasih pa do nesramnosti zajedljivi Rimski govoreči kip Paskvin – ki je vedel to, kar je bilo – pa tudi to, česar sploh nikdar ni bilo – »izvedel« in od nekod izvrtal ob izvolitvi Leona XII. tudi to govorico o njegovi preteklosti.  
Zbadljivka prenaša čenčo, ki po eni strani razkriva sumljiv sloves novega papeža, po drugi strani pa meče določeno senco na papeštvo nasploh, ne glede na to, ali so bile govorice resnične ali pa izmišljene. 
| “Santo no, ma padre sì” | “Sveti ne, oče pa” |
| --- | --- |
| Passando Della Genga un forestiere domandò: “Questi è il Santo Padre, è vero?”. Ma il capitan de’ Svizzeri che udì rispose: “Santo no, ma padre sì”. | Ob mimohodu Della Genga je tujec vprašal: »Ta je sveti oče, res je to?« Toda kapitan Švicarjev, ki je slišal, mu je odvrnil: »Svet sicer ni, oče pa bo!« |

#### Podcenjevanje uspehov
Tega papeža vendarle vse do danes spremlja neresnična zgodovinska predstava tako na primer glede uspešnosti svetega leta kot tudi glede zatrtja razbojništva, ker ga prištevajo med konservativne oziroma nazadnjaške. Celo tako znamenit zgodovinar kot je Monge, je zapadel tej črno-beli predstavi in mu po eni strani daje priznanje: 
»Njegovo papeževanje se je začelo zelo konzervativno do nazadnjaško, vendar se je kmalu odprl in poskušal zgraditi dobre odnose ter je v cilju napredovanja Cerkve razvijal znanost, književnost in umetnost.« Po drugi strani pa nepreverjeno, kljub znanim nasprotnim dejstvom, daje v nič področje, na katerem je bil ta papež najbolj uspešen:
»1825 je slavil sveto leto. To ni bila radostna slovesnost in je prišlo le malo romarjev, ker so razbojniki zalezovali ceste ter je bilo zadušeno svobodno ozračje.« Priznava mu le kulturno-versko-umetniški podvig: »Za to slovesnost so bile dokončane Španske stopnice.«

#### Lovska strast
Za časa izgnanstva v Rimu, ko je njegovo poslansko delo prenehalo zaradi Napoleonovih vojn in so ga francoski okupatorji internirali, se je bil prisiljen vrniti v Rim, kjer je bil njegov hišni pripor v opatiji Santa Maria in Monticelli. Dolgčas je preganjal s pevskimi vajami za okoliške kmete, pa tudi z lovom na ptice, kar je nadaljeval tudi po izvolitvi za papeža. Ta lovska strast do streljanja na ptice ga je tako zasvojila, da se je govorilo, da je baje ubil kmeta, s katerim sta se prepirala o lovskih pravicah.

#### Samodržna vladavina
Obnova je pomenila za Leona XII. in kardinale, ki so ga podpirali, ponovno utrditev vseh predpravic, prepovedi in zlorab l'Ancien Régime (= stare vladavine), pravzaprav nemogočo vrnitev na fevdalni način vladanja; ker je imel samodržen značaj, je papež hotel izvajati stroga načela absolutizma: obnovil je državna sodišča, sodnijska pravila in strogo prakso kot edino možno za reševanje težavnih razmer na nekdanji način, ko da bi napoleonski zakoni sploh nikdar ne obstajali. Na ta način je hotel zatreti svobodomiselne tokove; med drugim je zanikal tudi svobodo tiska. 
Pri ljudstvu je bil zatorej kljub nekaterim izredno uspešnim ukrepom - podpiral je svobodno trgovino, umetnost in arheologijo - vendarle bolj malo priljubljen; zlasti ga niso marali tisti, ki so hoteli svojo vernost povezati s posvetnimi užitki, kratkočasnimi zabavami in dosežki svojega časa - zlasti pa se je zameril roparjem in levičarskim nacionalistom, kakor tudi Judom, ki jih je potisnil z odlokom novembra 1826 nazaj v geto; spodbujal je javno pobožnost in spodobnost. Posegal pa je tudi za ostrimi kaznimi, tako da so nekateri imenovali njegovo vladavino „utopia punitiva”. 
Ob njegovi smrti je Paskvin – „rimski govoreči kip” – izrazil to nezadovoljstvo takole: 
| Pasquino su papa Leone XII                           | Paskvin o papežu Levu XII.                    |
| ---------------------------------------------------- | --------------------------------------------- |
| “Qui riposa Della Genga per la sua pace e la nostra” | “Tu počiva Della Genga za svoj in za naš mir” |

#### Papež Proticepilec?
Odziv papeštva na prihod cepljenja v Italijo je bil dokumentiran v članku "Pratique de la vaccination antivariolique dans les provinces de l'État pontifical au 19eme siecle", ki sta ga napisala Yves-Marie Bercé in Jean-Claude Otteni za Revue d'Histoire Ecclésiastique. Po mnenju Bercéja in Ottenija življenjepisci in sodobniki Leona XII. ne omenjajo nobene tovrstne prepovedi. Avtorja pripisujeta izvor mitske prepovedi cepljenja, ki jo podtikajo Leonu XII., osebnosti kardinala Della Genga, ko je leta 1823 postal papež. Njegova nepopustljivost v nauku in globoka pobožnost, zlasti pa njegova strogost pri prepovedi posvetnih norčij, sta mu zelo hitro odtujila liberalno mnenje. Zaradi svoje stroge duhovnosti, zlasti pa zaradi avtoritarnega in konzervativnega načina vladanja je bil tarča kritik in posmehljivih pripomb. Angleški popotniki, ki so obiskali polotok, in številni diplomati v Rimu, pa so vendarle prav zato občudovali resnost tega papeža.
Po mnenju nekaterih sodobnih avtorjev, kot je judovska zgodovinarka Georgina Sarah Godkin, naj bi Leon XII. prepovedal cepljenje. 
Novejši zgodovinarji pa kljub velikemu trudu niso mogli najti nobenega odloka, ki bi podpiral trditev, da je papež Leon XII. ali njegova uprava resnično prepovedala cepljenje zoper črne koze. 
Donald J. Keefe navaja v svojem prispevku "Tracking the footnote" ("Sledenje opombi")da je sicer izsledil citat Leona XII., ki ga navaja dr. Pierre Simon v Le Contredes Naissances; papež v njem sicer res ostro obsoja cepljenje, vendar ne cepljenja na splošno, ampak le "cepljenje na nepreverjen način". 
Za trditev torej, da je Leon XII. cepljenje proti črnim kozam prepovedal, ni nobenega dokaza; papežu namreč pogosto vse do danes pripisujejo tale citat:
| La fake news contro Leone XII accusato di essere no-vax                                                                                              | Časopisna raca proti Levu XII. češ da je bil proticepilec                                                              |
| --- | --- |
| Chiunque procede alla vaccinazione cessa di essere figlio di Dio: il vaiolo e un castigo voluto da Dio, la vaccinazione e una sfida contro il Cielo. | Kdorkoli se da cepiti, preneha biti Božji otrok: črne koze so kazen, ki jo hoče Bog; cepljenje pomeni izzivanje nebes. |

Omenjeni ameriški jezuit Keefe  je znanstveno preiskoval papeške listine, vendar za tak navedek ni našel nobenega dokaza.
O odsotnosti prepovedi priča tudi dejstvo, da je leta 1828 Medicinsko-kirurško društvo v Bologni lahko izvedlo cepljenje.
Sklepati torej smemo, da so leta nenatančnega (ali bolje rečeno: tendencioznega in sovražnega liberalno-levičarsko usmerjenega) zgodovinarstva obdala Leonovo podobo z izmišljeno črno legendo, češ da je bil zagrizen proticepilec; - kar pa ni bil, saj je ukazal cepljenje proti črnim kozam svojim zdravnikom tudi v Papeški državi - vendar zaradi hudega odpora ne kot obvezno, ampak kot prostovoljno. To je osupljivo, zlasti glede na njegovo nepopustljivo strogost v drugih zadevah.

#### Bolehnost - učinkovitost
Kljub stalni bolehnosti in nerazumevanju družbenih sprememb mu je treba priznati čut za praktičnost in uspešno delovanje na več področjih: 
1. izbrisal je s spisa prepovedanih knjig Galilejeva dela;
2. Vatikansko knjižnico je obogatil z lepim številom novih knjig; njene tiskarne je obnovil v stanje pred Napoleonom;
3. z veliko vnemo je nadaljeval arheološka izkopavanja ter temeljito obnovo pogorene Bazilike svetega Pavla, k čemur so pomagali prispevki tako ljudstva kot vladarjev;
4. obnovil je izročilo svetega leta , ki ga je kljub hudim nasprotovanjem znotraj in zunaj Cerkve oznanil in uspešno izpeljal.[102]

Med jubilejnim Svetim letom 1825 je bil Rim pravzaprav celoletno spremenjen v eno samo cerkev, kjer so se vrstile ena za drugo svete pesmi, molitve in zakramenti - skratka prave duhovne vaje za kardinale, duhovnike in vernike, med katerimi pa niso bili ravno vsi goreči romarji. Lahkoživi in vročekrvni Rimljani – razen skupine navdušenih vernikov – mu tega niso nikoli pozabili; saj je med drugim zaprl ne le gostilne in zabavišča ter prepovedal vse igre in tekmovanja, ampak celo pustne norčije. Žlobudravi in razbrzdani Paskvin ga je zato imel v želodcu in je to izbruhal v paskvinato ob papeževi smrti: 
| “Santo no, ma padre sì” | “Sveti ne, oče pa” |
| --- | --- |
| Tre dispetti ci festi, o Padre Santo: accettare il papato, viver tanto, morir di carneval per essere pianto. Se morivi nei dì quaresimali, Leon che in vita tanto mal ci festi, a retaggio comun lasciato avresti il piacer di goder due carnevali. | Tri nadloge imaš za nas, o sveti oče: sprejetje papeštva, dolgo živetje, umretje med pustom za objokovanje. Če bi umrl v postnih dneh, o Lev, ki si nam v življenju toliko zla prizadel, bi zapustil občini vsaj to zadoščenje: da bi se v dveh pustovanjih vrstilo radovanje. |

#### Povečal je ugled papeštva
Leon XII. je pogumno nadaljeval prenovitveno delo Cerkve svojega predhodnika; odlikovala ga je velika vnema in doslednost za notranjo prenovo Cerkve. Lotil se je prenove rimske kurije, zmanjšal je število njenih uradnikov, podprl je prenovo univerzitetnega študija ter ustanavljanje novih knjižnic in akademij; zahteval je temeljito prenovo redovnega življenja. Sklenil je konkordat z Nizozemsko. Veliko si je prizadeval za ureditev cerkvenih razmer v Latinski Ameriki, ter povečal ugled in vpliv papeštva.

### Okrožnice
(latinsko)
- Published 16 Marzo 2021 by Mirko Riazzoli: Quod Divina Sapientia, costituzione apostolica di papa Leone XII; celotno besedilo la

(italijansko)
- Quod divina sapientia - Cathopedia, l'enciclopedia cattolica
- Leone XII - Quanta laetitia (libero.it) Magistero pontificio (celotno besedilo it)
- Enciclica Ad Plurimas (25 gennaio 1825; vatican.va; celotno besedilo it)

(angleško)
- Locum Beati Petri - Wikiwand (vsebina okrožnice)
- Ubi Primum - Papal Encyclicals Last updated February 20, 2020 library, Kindle, Nook, EPUB
- Quod Divina Sapientia - Encyclopedia Information (webot.org)
- Charitate Christi - Papal Encyclicals On Extending the Jubilee to the Entire Church Pope Leo XII – 1825 (en celotno besedilo)
- Quo Graviora - Papal Encyclicals On Secret Societies Pope Leo XII – 13 March 1826 (celotno besedilo en)
- Quod Hoc Ineunte - Papal Encyclicals Proclaiming a Universal Jubilee Pope Leo XII – 24. maj 1824 (en celotno besedilo)
- Ubi Primum - Papal Encyclicals On His Assuming the Pontificate Pope Leo XII – 5. maj 1824 (en celotno besedilo)

| Nazivi Rimskokatoliške cerkve                      | Nazivi Rimskokatoliške cerkve                                                       | Nazivi Rimskokatoliške cerkve              |
| -------------------------------------------------- | ----------------------------------------------------------------------------------- | ------------------------------------------ |
| NeznanoZadnji znani nosilec nazivaVincenzo Ranuzzi | naslovni nadškof Tira 21. februar 1794 – 8. marec 1816                              | Naslednik: Giacomo Giustiniani             |
| Predhodnik: Bartolomeo Pacca                       | apostolski nuncij v Kölnu 14. marec 1794 – 25. februar 1803                         | Naslednik: -                               |
| Predhodnik: Giulio Cesare Zoglio                   | apostolski nuncij na Bavarskem 13. april 1795 – 9. september 1796                   | Naslednik: Emidio Ziucci                   |
| Predhodnik: Giulio Gabrielli Mlajši                | nadškof Senigallije 8. marec 1816 – 10. september 1816                              | Naslednik: Fabrizio Sceberras Testaferrata |
| Predhodnik: Francesco Maria Pignatelli             | kardinal duhovnik pri Santa Maria in Trastevere 29. april 1816 – 28. september 1823 | Naslednik: Giovanni Francesco Falzacappa   |
| Predhodnik: Emmanuele De Gregorio                  | predsednik kongregacije za cerkveno nedotakljivost 9. maj 1820 – 28. september 1823 | Naslednik: Carlo Maria Pedicini            |
| Predhodnik: Lorenzo Litta                          | splošni papeški namestnik za rimsko škofijo 12. maj 1820 – 28. september 1823       | Naslednik: Giacinto Zurla OSBCam           |
| Predhodnik: Antonio Maria Doria Pamphilj           | nadduhovnik pri Baziliki Marije Snežne 10. februar 1821 – 28. september 1823        | Naslednik: Benedetto Naro                  |
| Predhodnik: Pij VII.                               | Papež 28. september 1823 – 10. februar 1829                                         | Naslednik: Pij VIII.                       |